# Katyne
Ne doit pas être confondu avec Khatyn.
Pour les articles homonymes, voir Katyń (homonymie).
Katyne  (en russe : Катынь ; en polonais : Katyń) est un selo (village) du raïon Smolenski de l'oblast de Smolensk en Russie.

## Géographie
Le village de Katyne est situé à une vingtaine de kilomètres à l'ouest de la ville de Smolensk et à environ 60 km de la frontière avec la Biélorussie. La gare est un arrêt sur la ligne internationale de chemin de fer Berlin-Varsovie-Minsk-Moscou.

## Histoire
Avant la Première Guerre mondiale, la forêt de Katyne appartient à la famille Koźliński. Au XIXe siècle, Piotr Koźliński épouse Leokadia Lefftreu, la fille du directeur anglais de la compagnie de construction de chemins de fer. Selon les termes du mariage, Katyne devient la copropriété de son épouse britannique.

### Massacre de Katyń

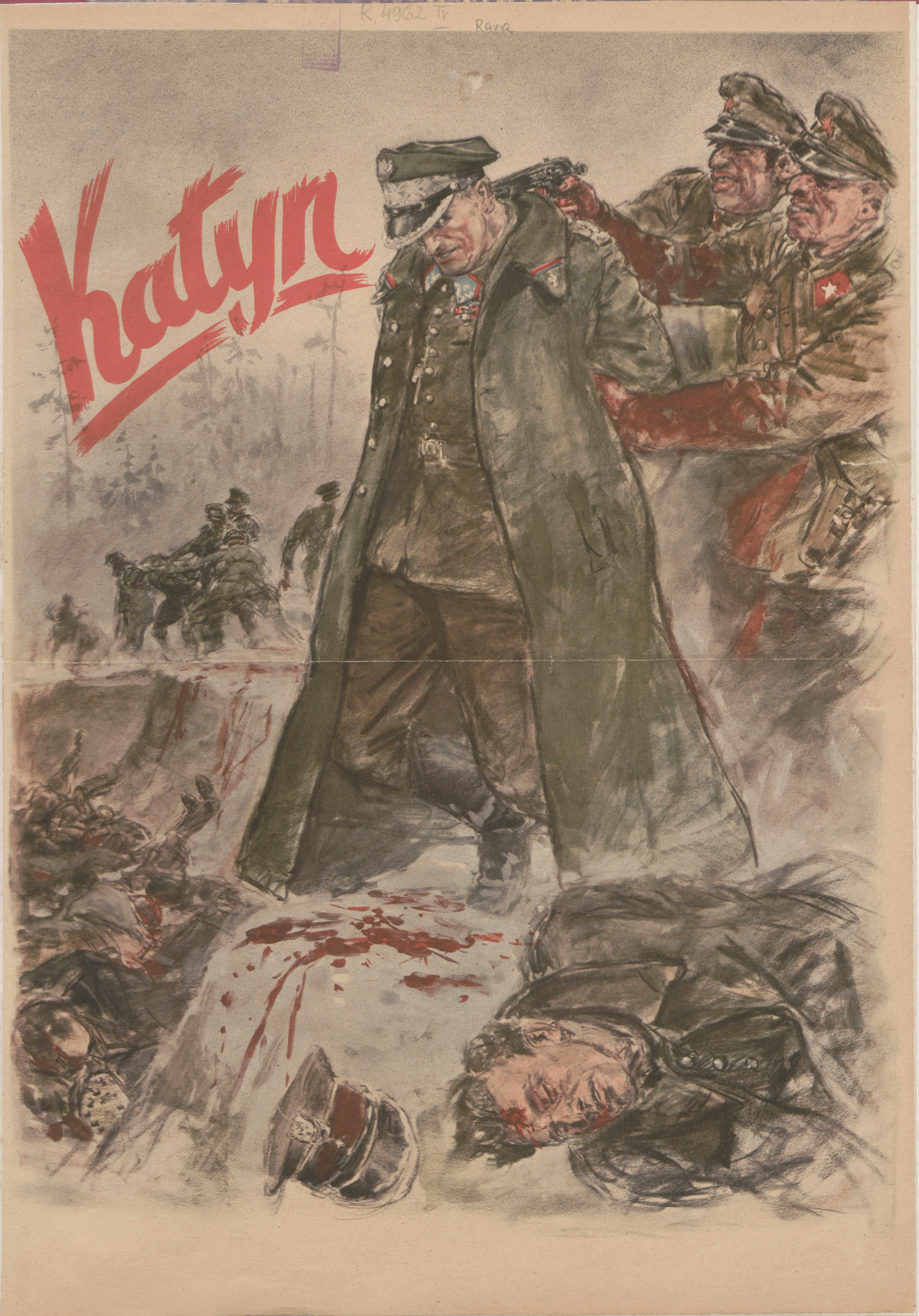
Illustration de Theo Matejko (1944).

Durant la Seconde Guerre mondiale, la forêt voisine du village est le théâtre du massacre de Katyń au cours duquel les officiers polonais prisonniers de guerre de l'URSS ainsi que plusieurs milliers de civils sont assassinés. Malgré les dénégations des Polonais, l'Union soviétique fait porter la responsabilité du massacre sur l'Allemagne nazie et tente de dissimuler sa propre implication, allant jusqu'à interdire par la suite toute mention du massacre en URSS. En 1990, Mikhaïl Gorbatchev reconnaît publiquement l'implication du NKVD dans les meurtres de masse de Katyń et l'existence de deux charniers similaires à Mednoye et Piatykhatky.
Les Allemands se sont servis du massacre de Katyn pour essayer de faire oublier les crimes de la Wehrmacht.
Le film du réalisateur polonais Andrzej Wajda, Katyń sorti en 2007, retrace les événements ayant mené au massacre.

### Accident de l'avion présidentiel polonais
Le 10 avril 2010, l'avion de la délégation polonaise qui se rendait au mémorial de Katyń pour assister aux commémorations officielles organisées pour le 70e anniversaire du massacre, s'écrase à proximité de la base aérienne de Smolensk. Parmi les 89 passagers se trouvaient le président polonais Lech Kaczyński et son épouse ainsi que plusieurs hauts responsables civils et militaires. Il n'y eut aucun survivant.

## Personnalités liées
- Janina Lewandowska (1908-1940), aviatrice polonaise